# 간자키시
간자키시(일본어: 神埼市)는 일본 사가현 서부에 있는 시이다. 2006년 3월 20일에 간자키군 간자키정·지요다정·세후리촌이 합병(신설 합병)해 탄생했다. 이 결과 사가현에서 촌이 소멸했다.

## 지리
사가시 중심부에서 북동쪽으로 약 10km 떨어진 곳에 위치하고 남북으로 긴 시역을 가진다. 북부는 세후리 산지 안에 있다. 북쪽으로 세후리산이 있고 남쪽으로 갈수록 고도는 낮아진다. 남부는 지쿠고강 북안의 사가평야에 있고 중앙부를 조바루강이 관통한다. 또 남동부는 지쿠고강을 사이에 두고 후쿠오카현 구루메시와 접한다.

## 인접하는 자치체
- 사가현
  - 사가시
  - 간자키군 요시노가리정
  - 미야키군 미야키정

- 후쿠오카현
  - 후쿠오카시(사와라구)
  - 구루메시
  - 오카와시

## 역사
- 1889년 4월 1일 - 정촌제 시행으로 간자키군 간자키촌·사이고촌·니야마촌·시로타촌·사카이노촌·지토세촌·하스이케촌·세후리촌이 성립하였다.
- 1893년 - 간자키촌이 정으로 승격해 간자키정이 되었다.
- 1935년 11월 3일 - 하스이케촌이 정으로 승격해 하스이케정이 되었다.
- 1955년 3월 31일 - 간자키정, 사이고촌, 니야마촌이 합병해 간자키정이 되었다.
- 1955년 4월 1일 - 시로타촌·사카이노촌·지토세촌·하스이케정의 일부가 합병(신설 합병)해 지요다촌이 성립하였다.
- 1965년 4월 1일 - 지요다촌이 정으로 승격해 지요다정이 되었다.
- 2006년 3월 20일 - 간자키정·지요다정·세후리촌이 합병(신설 합병)하여 시로 승격해 간자키시가 되었다.

## 교통

### 철도
- 규슈 여객철도 나가사키 본선

### 도로
- 국도 제34호선
- 국도 제264호선
- 국도 제385호선